# نزاع الغاز القبرصي 2018
نزاع الغاز القبرصي 2018 هو نزاع دبلوماسي شمل المنطقة الاقتصادية الخالصة لجمهورية قبرص (بالشراكة مع اليونان ومصر) في شرق المتوسط، والذي بدأ في 6 فبراير 2018. حيث رفض وزير الخارجية التركي مولود جاويش أوغلو اتفاق ترسيم الحدود البحرية القبرصية المصرية لسنة 2003 وأعلن عن نية الحكومة التركية القيام بالتنقيب عن الغاز في المنطقة. تصاعدت التوترات في المنطقة في 9 فبراير عندما منعت البحرية التركية سفينة حفر تديرها شركة النفط الإيطالية إني المرخصة من حكومة جمهورية قبرص لاستكشاف احتياطيات الغاز قبالة الجزيرة.
وقال جاويش أوغلو خلال مقابلته مع صحيفة كاثيميريني اليونانية إن القبارصة الأتراك لهم حقوق لا يمكن إنكارها في المنطقة الاقتصادية الخالصة القبرصية. وردت وزارة الخارجية المصرية بتحذير تركيا من عدم الطعن في اتفاق 2013 والمصالح الاقتصادية المصرية في المنطقة، مضيفة أنه سيتم مواجهة أي محاولات للقيام بذلك. أكد مسئولو الحكومة القبرصية أن أية مزايا مستقبلية ستكون لجميع القبارصة بما فيهم القبارصة الأتراك، ولكن فقط بعد تسوية شاملة لمشكلة قبرص. في 16 فبراير صرح الرئيس التنفيذي لشركة إني كلاوديو ديسالزي أن الحصار التركي لسفينة الحفر الخاصة بها «Saipem 12000» كان خارج إرادة الشركة وأن هذه القضية قيد المناقشة بين الأطراف المعنية. وفي نوفمبر 2018 بدأت الشراكة بين الحكومة القبرصية وشركة إكسون موبيل الأمريكية في تنفيذ عمليات التنقيب عن الهيدروكربون ، برفقة سفن البحرية الأمريكية مع بقاء تركيا ساكنة.

## البداية
منحت جمهورية قبرص في بداية السبعينيات من القرن الماضي الإذن لشركات النفط بالبحث في مياه الجزيرة عن الهيدروكربونات، وبدأ التنقيب الأول في 1977. وقبلها كانت تركيا قد غزت قبرص في 1974، تاركة خلفها نزاعًا عرقيًا دون حل وجمهورية تشغل الجزء الشمالي من الجزيرة لا تعترف بها سوى تركيا.
وفي سنة 2002 منعت البحرية التركية «تحالف الشمال» وهي سفينة لشركة نرويجية كلفتها قبرص باستكشاف المنطقة الاقتصادية الخالصة لها. وفي العام التالي وقعت حكومتا قبرص ومصر اتفاقية حدود بحرية لترسيم المناطق الاقتصادية الخالصة لكل منهما. ووقعت قبرص أيضًا اتفاقية مماثلة مع الحكومة اللبنانية في يناير 2007. وفي وقت لاحق من نفس الشهر، حددت جمهورية قبرص ثلاث عشرة منطقة (سميت "بلوكات ") في المنطقة الاقتصادية الخالصة لها، ودعت إلى تقديم عطاءات لأحد عشر منها في الأشهر التالية. أما تركيا وهي دولة غير موقعة على اتفاقية الأمم المتحدة لقانون البحار فطالبت بالبلوك 3 من المنطقة الاقتصادية الخالصة القبرصية كونه جزء من جرفها القاري.
وفي نوفمبر 2008 جرت مواجهة بين سفينة تابعة للبحرية التركية مع سفينتين لشركة بتروليوم جيو سيرفيسز النرويجية، قبل يوم واحد من منح أنقرة الإذن لمؤسسة البترول التركية في استكشاف المياه التي طالبت بها الحكومة القبرصية. وبعد ثلاثة أيام عثرت قبرص على سفينة ترفع العلم النرويجي تقوم بمسح مياه المنطقة بتكليف من تركيا. وتطالب أنقرة بالسماح للقبارصة الأتراك بالاستفادة من موارد الجزيرة البحرية. وفي 2014 نشرت تركيا سفينتين حربيتين في المنطقة الاقتصادية الخالصة لقبرص وبدأت في إجراء مسوحات زلزالية في المنطقة. ورد الرئيس القبرصي نيكوس أناستاسيادس بتعليق محادثات التوحيد مع نظيره القبرصي التركي درويش إروغلو. وأبدت مصر واليونان خلال القمة الثلاثية مع قبرص في القاهرة عدم موافقتهما على التحركات التركية. كما حددوا خطط التعاون في مجال الطاقة في شرق البحر الأبيض المتوسط. وردت أنقرة بالقول إن البحرية التركية ستطبق قواعد الاشتباك إذا واجهت أي سفينة حربية في المنطقة.
وفي سنة 2015 اكتشفت إني الغاز في حقل ظهر في المنطقة الاقتصادية الخالصة لمصر، مما أدى إلى انطلاق سباق للتنقيب عن الغاز في شرق البحر الأبيض المتوسط. كما أعاد حقل ظهر إحياء إمكانات صناعة الغاز القبرصية لتكون جزءًا من المشاريع الإقليمية، مثل خط أنابيب الغاز إلى أوروبا. وتشمل المبادرات الأخرى إنشاء خط أنابيب إلى مصانع الإسالة التي تم إيقاف تشغيلها في مصر وشحن الغاز الطبيعي المسال المنتج من الموانئ المصرية إلى الأسواق الخارجية.

## التسلسل الزمني
بدأ نزاع الغاز القبرصي 2018 يوم 6 فبراير 2018 بعد تصريحات وزير الخارجية التركي مولود جاويش أوغلو يرفض فيها اتفاق ترسيم الحدود البحرية القبرصية المصرية لسنة 2003، والإعلان عن نية الحكومة التركية إجراء التنقيب عن الغاز في المنطقة. ازداد التوتر في المنطقة أكثر في 9 فبراير عندما منعت البحرية التركية سفينة حفر لشركة إني بعد أن رخصت لها حكومة جمهورية قبرص من استكشاف احتياطيات الغاز قبالة الجزيرة.
قال جاويش أوغلو خلال مقابلته مع كاثيميريني أن القبارصة الأتراك الذين يمثلون جمهورية شمال قبرص التركية (المعترف بها فقط من قبل تركيا) لهم حقوق لا يمكن إنكارها في المنطقة الاقتصادية الخالصة القبرصية. وردت وزارة الخارجية المصرية بتحذير تركيا من عدم الطعن في اتفاق 2013 والمصالح الاقتصادية المصرية في المنطقة، مضيفة أنه سيتم مواجهة أي محاولات للقيام بذلك. أكد مسئولو الحكومة القبرصية أن أية مزايا مستقبلية ستكون لجميع القبارصة بمن فيهم القبارصة الأتراك، ولكن فقط بعد تسوية شاملة لمشكلة قبرص. في 16 فبراير صرح الرئيس التنفيذي لشركة إني كلاوديو ديسالزي أن الحصار التركي لسفينة الحفر الخاصة بها «Saipem 12000» كان خارج إرادة الشركة وأن هذه القضية قيد المناقشة بين الأطراف المعنية.
وفي نوفمبر 2018 بدأت الشراكة بين الحكومة القبرصية وشركة إكسون موبيل الأمريكية في تنفيذ عمليات التنقيب عن الهيدروكربون ، برفقة سفن البحرية الأمريكية. وردت وزارة الخارجية التركية ببيان تعهد فيه المتحدث باسمها حامي أكسوي بأن تبدأ تركيا عمليات الحفر الخاصة بها في المياه القبرصية. خاطبت ميرال أكشينار زعيمة المعارضة ورئيسة حزب إيي البرلمان التركي داعية إلى غزو متكرر لقبرص قائلة: «يجب أن تعلمون أنه إذا لزم الأمر، فإن عائشة ستذهب في عطلة مرة أخرى»، في إشارة إلى العبارة الرمزية التي تم استخدامها إشارة للغزو سنة 1974. وقالت أيضًا إن «قبرص تركية وستظل تركية».
في يوليو 2019 اعتمد المجلس الأوروبي الخيارات التالية بشأن أنشطة التنقيب التركية في شرق المتوسط:
- يدعو تركيا مجدداً إلى العمل بروح حسن الجوار واحترام سيادة قبرص وحقوقها السيادية وفقاً للقانون الدولي.
- يرحب بدعوة حكومة قبرص للتفاوض مع تركيا بشأن تعيين حدود المناطق الاقتصادية الخالصة [الإنجليزية] والجرف القاري من خلال الحوار والاحترام الكامل للقانون الدولي.
- يظل الاتحاد الأوروبي ملتزما تماما بدعم الجهود التي تقودها الأمم المتحدة للعمل مع الأطراف بهدف تهيئة الظروف المواتية لاستئناف المفاوضات بشأن تسوية شاملة لمشكلة قبرص.
- تعليق المفاوضات بشأن اتفاقية النقل الجوي الشاملة وعدم عقد المزيد من اجتماعات الحوارات رفيعة المستوى بين الاتحاد الأوروبي وتركيا.
- صادق المجلس على اقتراح المفوضية بتخفيض مساعدات ما قبل الانضمام إلى تركيا لسنة 2020 ويدعو بنك الاستثمار الأوروبي لمراجعة أنشطة الإقراض في تركيا.
- وفقًا لاستنتاجات المجلس الأوروبي في 20 يونيو يدعو الممثل السامي والمفوضية إلى مواصلة العمل بشأن خيارات للتدابير المستهدفة في ضوء أنشطة الحفر المستمرة في تركيا.
- وسيقوم المجلس برصد التطورات عن كثب وسيعود إلى هذه المسألة حسب الاقتضاء.